# Ateuchus laterale
Ateuchus laterale är en skalbaggsart som beskrevs av Edgar von Harold 1868. Ateuchus laterale ingår i släktet Ateuchus och familjen bladhorningar. Inga underarter finns listade.